# Dirk Vaihinger (Filmeditor)
Dirk Vaihinger (* 1968) ist ein deutscher Filmeditor.

## Wirken
Vaihinger war ab 1995 als Mitarbeiter des Frankfurter Studio- und Videoproduktionsunternehmens Das Werk tätig. Dort war er auch beteiligt am Aufbau der Filialen in München und Berlin. Seit 1998 arbeitet er freiberuflich als Editor.
In seiner Münchner Anfangszeit schnitt er ein paar Kurzfilme und Wim Wenders’ Promovideo (2000) für die U2-Single The Ground Beneath Her Feet, das auch in der 2002 veröffentlichten in der Videodokumentation U2: The Best of 1990–2000 verwendet wurde. Viergeteilt im Morgengrauen (1999) von Norbert Keil wurde unter anderem ins Vorprogramm der deutschen Kinofassung von Scream 3 gewählt und als Extra auf den deutschen DVD-Fassungen mitgeliefert. Mennan Yapos Regiedebüt Framed wurde unter anderem für den Deutschen Filmpreis nominiert.
Seit 2001 lebt Dirk Vaihinger in Berlin. 2004 arbeitete er wieder mit Mennan Yapo zusammen und schnitt dessen erste Spielfilmproduktion, den von Tom Tykwer produzierten Kinoerfolg Lautlos. Danach schnitt er neben weiteren Spielfilmen mehrere Fernsehserienfolgen.

## Filmografie
- 1999: Viergeteilt im Morgengrauen (Kurzfilm; Regie: Norbert Keil)
- 1999: Framed (Kurzfilm; Regie: Mennan Yapo)
- 2000: U2: The Ground Beneath Her Feet (Promo-Video für die gleichnamige U2-Single; Regie: Wim Wenders)
- 2001: Ski to the Max (Dokukurzfilm; Regie: Willy Bogner junior)
- 2004: Lautlos (Spielfilm; Regie: Mennan Yapo)
- 2002–2005: Edel & Starck (TV-Serie; 11 Episoden)
- 2006: Reine Formsache (Filmkomödie; Regie: Ralf Huettner)
- 2007: Allein unter Bauern (TV-Comedyserie; 4 Episoden)
- 2008: Die Zeit, die man Leben nennt (Spielfilm; Regie: Sharon von Wietersheim)
- 2008: First Fear (Spielfilm; Regie: Paul Nicholas)
- 2009: The Making of ’The International‘ (Making-of-Doku zu The International; Regie: Larissa Trüby)